# Roscoe Jackson
Roscoe «Red» Jackson (11 de mayo de 1901-21 de mayo de 1937) fue la última persona ejecutada públicamente en los Estados Unidos. Jackson, un delincuente habitual, confesó el asesinato de Pearl Bozarth, un vendedor ambulante, con el motivo de robo, ya que Jackson había robado el dinero y el coche de Bozarth. Jackson fue declarado culpable del asesinato de Bozarth y ahorcado en Galena (Misuri).

## Primeros años de vida
Roscoe Jackson nació en Howards Ridge (Misuri), el 11 de mayo de 1901, hijo de Andrew J. y Matilda (Kyle) Jackson. Como hijo mayor, Roscoe trabajó en la granja familiar con su padre hasta los 17 años. Luego abandonó su hogar y perdió contacto con su familia mientras se dirigía hacia el oeste a través del país.
Jackson se casó con Dona Ellison, nativa de Howards Ridge, y tuvo cuatro hijos con ella, todos los cuales aún eran jóvenes en el momento de la ejecución de Jackson. En el momento de la muerte de Jackson, él y Ellison estaban separados, y ella y los cuatro hijos de la pareja se habían mudado a Pauls Valley (Oklahoma).
El primer encontronazo de Jackson con la ley se produjo cuando era adolescente: Jackson y otro muchacho pelearon por una chica, y Jackson perdió. Posteriormente, Jackson comenzó a portar un arma y a alardear de ello, lo que resultó en su arresto y condena por portar ilegalmente un arma oculta. Durante una de las estancias de Jackson en la cárcel del condado de Ozark, Jackson vio el perro de otro hombre y lo llamó a su celda, después de lo cual Jackson roció al perro con un acelerante, le arrojó una cerilla encendida y le prendió fuego. El perro se escapó y accidentalmente prendió fuego al edificio de un hotel antes de que un ciudadano lo matara con una escopeta para «acabar con su miseria». Este incidente le valió a Jackson la reputación de «hombre brutal» en la zona.

## Crimen y arresto
A principios de agosto de 1934, mientras hacía autoestop en Branson, Jackson fue recogido por Pearl Bozarth (1879-1934), propietario de una fábrica de medicamentos para aves de corral ubicada en San Luis, que había estado viajando por la zona vendiendo sus medicamentos para aves en ese momento. Bozarth llevó a Jackson y los dos hombres se detuvieron en Forsyth para pasar la noche. Allí, Bozarth pagó para que Jackson comiera y pagó su alojamiento para pasar la noche en Shadow Rock Camp.
Tres días después, un granjero local encontró el cuerpo de Bozarth en un campo entre Bradleyville y Brownbranch; su coche y su dinero habían desaparecido. La causa de su muerte fueron múltiples impactos de bala en la cabeza. Los restos de Bozarth fueron llevados por agentes de policía de Forsyth y el forense del condado de Taney, Bob Thornhill, a Branson. Sobre su persona quedaban un reloj, un anillo y 95 centavos.
El propietario de Shadow Rock Camp era W. G. Reed, un viejo amigo de Bozarth. Reed les contó a los investigadores sobre el autoestopista que estaba con Bozarth en el campamento. Reed y un encargado de una estación de servicio local dieron descripciones de Jackson a los investigadores que ayudaron en la detención de Jackson.
Los investigadores recibieron un aviso de Wewoka (Oklahoma), de que un hombre que coincidía con la descripción del sospechoso estaba en su ciudad. El sheriff del condado de Taney, Bill Pumphrey, y el fiscal Joe Gideon viajaron de Forsyth a Wewoka para intentar detener al asesino de Bozarth. Jackson fue capturado en la casa de Anna Whitten. Todavía estaba en posesión del vehículo de Bozarth, aunque había intentado disimularlo pintándolo; Los investigadores descubrieron cubos de pintura negra que Jackson había usado para pintar el vehículo.
Cuando las autoridades devolvieron a Jackson a Forsyth, Reed lo identificó positivamente como el hombre que estaba con Bozarth. Jackson admitió haber viajado con Bozarth pero insistió en que había otro pasajero, un hombre llamado William Young, quien cometió el asesinato y obligó a Jackson a viajar con él a Seminole (Oklahoma).

## Juicio
Aunque el asesinato tuvo lugar en el condado de Taney, el caso se trasladó al condado de Stone (Misuri), debido a un cambio de sede.
El juicio comenzó el 10 de diciembre de 1934, con la selección del jurado y el voir dire, aunque los testigos no fueron llamados al estrado hasta las 3:00 p. m. Al día siguiente, a las 12:00 p. m., los jurados comenzaron a deliberar.
El jurado declaró a Jackson culpable de asesinato en primer grado, pero no pudieron ponerse de acuerdo sobre el castigo. El juez Robert Gideon convocó al jurado después de dos horas de deliberación y descubrió que nueve de los miembros del jurado estaban a favor de la pena de muerte y tres de la cadena perpetua. Después de que el jurado le explicó al juez Gideon que no podrían llegar a un acuerdo, fueron despedidos; Luego, el juez Gideon condenó a Jackson a muerte.
Tras ser declarado culpable, Jackson confesó el asesinato de Bozarth. También confesó haber asesinado a otro hombre en Oklahoma.
Jackson fue llevado a la penitenciaría estatal en Jefferson City, donde estuvo recluido en régimen de aislamiento durante más de dos años.

## Ejecución

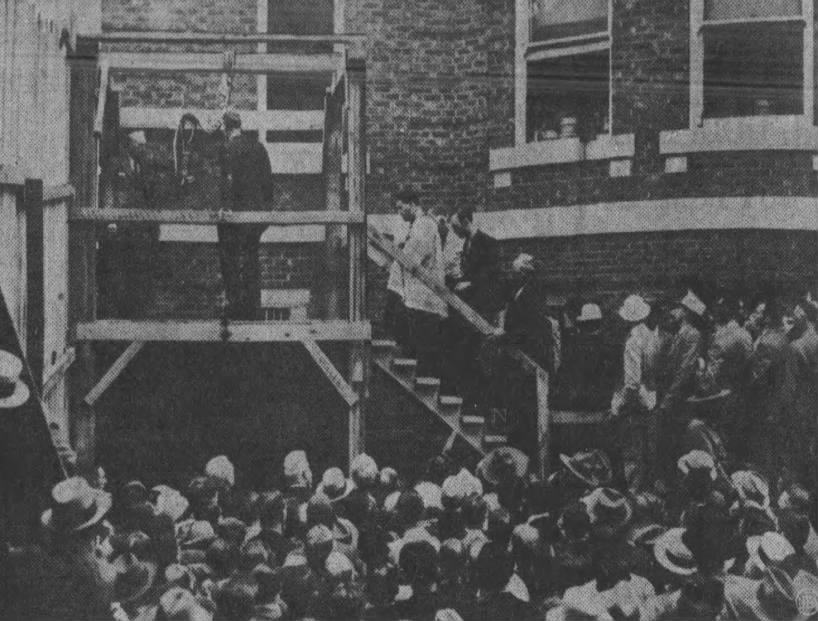
Roscoe Jackson caminando por los escalones de la horca.

El 20 de mayo de 1937, el sheriff del condado de Stone, I. H. Coin, el ayudante F. A. Moore, el sheriff del condado de Taney, Henry Simmons, y Harvey George de la Patrulla de Caminos de Misuri viajaron a Jefferson City para recoger a Jackson para la ejecución.
Uno de los testigos del ahorcamiento fue Howard Bozarth, hijo de la víctima del asesinato Pearl Bozarth. El padre de Jackson, Andrew J. Jackson, había hecho el viaje desde Howard's Ridge, cerca de Gainesville (Misuri), para la ejecución de su hijo, aunque no presenció el ahorcamiento. Mientras su padre lo visitaba en la cárcel del condado, Roscoe le dijo: «Lo que un hombre siembra, eso también cosechará, y yo estoy preparado para recoger mi cosecha por la mañana».
A la mañana siguiente, unos minutos antes de las seis, se estima que al menos 400 personas esperaban fuera del juzgado para presenciar el ahorcamiento de Roscoe Jackson. Después de que los espectadores entraron al recinto, el sheriff Coin calmó a la multitud. En la pasarela estaba el padre Ahern, consejero espiritual de Jackson, seguido por Jackson. El padre Ahern leyó en voz alta el Acto de Contrición y Jackson repitió las palabras.

Jackson se volvió hacia la multitud que estaba fuera del recinto y dijo:
Pedirle a alguien que me perdone es demasiado. La muerte en sí no es tan mala, pero el registro que una persona deja tras de sí puede serlo. Morir accidentalmente es fácil, pero cuando lo logras gradualmente, es difícil. Si sientes que estoy pagando mi deuda como un hombre, me alegro.
Luego se volvió hacia la multitud en el recinto y fue colocado en el centro de la trampa. El ayudante Moore le colocó la capucha negra sobre la cara, el sheriff Simmons le colocó la soga alrededor del cuello, mientras otros oficiales le amarraron las piernas. Jackson luego levantó las manos y dijo: Well, be good, folks («Bueno, sean buenos, amigos»). El sheriff Coin tiró de la palanca y Jackson cayó tres metros. Diez minutos más tarde, el Dr. Kerr de Crane y el Dr. Shumate de Reeds Spring lo declararon muerto.

## Secuelas
Después de la ejecución de Jackson, después de que los funcionarios retiraran el cuerpo de Jackson de la horca, una multitud permaneció cerca del recinto donde había tenido lugar el ahorcamiento; cazadores de souvenirs cortaron trozos de cuerda.
El padre de Jackson, Andrew Jackson, no presenció la ejecución. Mientras que el St. Louis Post-Dispatch informó que el padre de Jackson esperó en la oficina del sheriff hasta que se completó la ejecución para poder llevar el cuerpo de Jackson a Howards Ridge, el West Plains Weekly Quill informó que el padre de Jackson regresó a casa y dejó al abogado de Jackson, G. W. Rogers, hacerse cargo del cuerpo. El padre, la madre y los hermanos de Jackson asistieron a su funeral; su exesposa e hijos no lo hicieron. Posteriormente, Jackson fue enterrado en Howards Ridge.

### Cambio de Misuri de la horca a la cámara de gas
En septiembre de 1937, el gobernador Lloyd Crow Stark firmó un proyecto de ley que autorizaba exclusivamente el uso de gas letal para las ejecuciones en Misuri en el futuro. Tres hombres fueron ahorcados en el estado en 1937 antes del proyecto de ley del gobernador Stark: Fred Adams en el condado de Callaway, el 2 de abril de 1937; Dudley Barr en la misma fecha y al mismo tiempo de la ejecución de Jackson (aunque dentro del tribunal del condado de Jackson (Misuri)), a las 6:00 a. m. el 21 de mayo de 1937; y Roscoe Jackson. Barr y Jackson fueron las últimas personas ahorcadas en Misuri, y el estado llevó a cabo su primera ejecución en cámara de gas el 4 de marzo de 1938. En total, Misuri utilizó la cámara de gas con ocho hombres en 1938.